# آوازدات‌ارگ
آواز (به انگلیسی: Avaaz) سازمانی جهانی است که برای داشتن جهانی بهتر، مردم را به فعالیت در مسائلی مثل حقوق بشر، حقوق جانوران، تغییرات آب و هوا، فساد، فقر و جنگ دعوت می‌کند. این سازمان که ژانویهٔ سال ۲۰۰۷ تأسیس شده‌است، تلاش دارد تا «شکاف بین جهانی که داریم و جهانی که بیشتر مردم همه جا می‌خواهند داشته باشند را از بین ببرد». این سازمان که بیش از ۲۰ میلیون عضو در ۱۹۴ کشور دارد، بزرگترین و قدرتمندترین شبکهٔ فعال آنلاین جهان است و ۱۵ زبان دنیا را پشتیبانی می‌کند. نام آواز از واژهٔ فارسی آواز به معنای صدا گرفته شده‌است.

## بنیان گذاران
گروه‌ها
رس پابلیکا، انجمنی از متخصصان طرفدار خوب حکومت کردن، درستکاری اجتماعی و مردم سالاری مشورتی و مووآن‌دات‌ارگ، گروه غیر انتفاعی آمریکایی طرفدار پیشرفت سیاست عمومی، گروه‌های بنیان‌گذار آواز بودند. همچنین اتحادیهٔ بین‌المللی خدمات کارمندان و سازمان مبارزهٔ غیرانتفاعی استرالیایی گت آپ! نیز پشتیبان‌های آواز بودند.
افراد
افراد بنیان‌گذار آواز ریکن پیتل، تام پراودا، تام پریلو (عضو سابق مجلس ویرجینیا)، الی پریسر (مدیر اجرایی مووآن‌دات‌ارگ)، دیوید میدن (بنیانگذار ترقی خواه استرالیایی)، جرمی هیمنز (یکی از بنیان‌گذاران پرپس‌دات‌کام) و آندریا وودهاس هستند. هیئت مدیرهٔ این سازمان ریکن پیتل (مدیر)، تام پراودا (دبیر)، الی پریسر (رئیس هیئت) و بن برندزل (مسئول امور مالی) هستند.
مدیریت
مدیر بنیان‌گذار و مدیر اجرایی آواز ریکن پیتل کانادایی- انگلیسی است. او در دانشکده بیلیول دانشگاه آکسفورد در رشته سیاست، فلسفه و اقتصاد تحصیل کرده‌است و مدرک کارشناسی ارشد سیاست عمومی از دانشگاه هاروارد دارد. او در گروه بحران بین‌المللی در سراسر جهان مثل سیرا لئون، لیبریا، سودان و افغانستان کار کرده‌است و بیان کرده‌است که در این مکان‌ها: «او یاد گرفته‌است که چه طور نیروهای شورشی را پای میز مذاکره بیاورد، بر انتخابات نظارت کند، اعتماد عمومی را به نظام سیاسی که قبلاً فاسد بوده برگرداند و نیروهای خارجی که تحریک می‌شوند را تشخیص بدهد». بعد از آن او به آمریکا بازگشت و برای کار در مووآن‌دات‌ارگ داوطلب شد و در آنجا با ابزار آنلاین برای این گونه فعالیت‌ها آشنا شد.